# Golfo di Aqaba
Il golfo di Aqaba è un golfo del mar Rosso, situato tra la penisola del Sinai e la penisola araba. Egitto, Israele, Giordania e Arabia Saudita sono i paesi che hanno un tratto di costa nel golfo di Aqaba.

## Descrizione
È uno dei due golfi creati dalla biforcazione nel nord del mar Rosso che forma la penisola del Sinai, il golfo di Aqaba si trova ad est della penisola, il golfo di Suez ad ovest. Misura 24 km nel punto di massima larghezza e si estende per 160 km, dagli stretti di Tiran fino al limite settentrionale del golfo dove gli Stati di Israele, Egitto e Giordania si dividono la territorialità della costa. 
In questo punto ognuno di questi Stati ha un'importante città: Taba in Egitto, Umm al Rashrash in Israele e Aqaba in Giordania. Queste tre città sono porti commerciali di importanza strategica per le rispettive nazioni di appartenenza, e sono anche popolari destinazioni per turisti che apprezzano il clima caldo della regione.
Il golfo, come tutte le acque costiere del mar Rosso, è uno dei siti più importanti al mondo per osservazioni e immersioni marine.
L'area è particolarmente ricca di coralli e presenta un'ampia biodiversità, i fondali contengono numerosi relitti, alcuni sono affondati a causa di incidenti, altri sono stati deliberatamente fatti affondare per fornire un habitat alle forme di vita marine, aiutando in questo modo il turismo subacqueo della zona.
Geologicamente, il golfo di Aqaba è parte integrante della parte settentrionale della Rift Valley, che si estende dalla valle che contiene il mar Morto, proseguendo verso sud lungo il mar Rosso fino al triangolo di Afar, sulle coste dell'Africa orientale.